# Kanton Quesnoy-sur-Deûle
Der Kanton Quesnoy-sur-Deûle war bis 2015 ein französischer Wahlkreis im Arrondissement Lille, im Département Nord und in der Region Nord-Pas-de-Calais. Sein Hauptort war Quesnoy-sur-Deûle. Vertreter im Generalrat des Departements war zuletzt von 2001 bis 2015 Jacques Houssin (UMP).

## Gemeinden
Der Kanton bestand aus acht Gemeinden:
| Gemeinde          | Einwohner Jahr | Fläche km² | Bevölkerungsdichte | Code INSEE | Postleitzahl |
| ----------------- | -------------- | ---------- | ------------------ | ---------- | ------------ |
| Comines           | 12.564 (2013)  | 16,02      | 784 Einw./km²      | 59152      | 59560        |
| Deûlémont         | 1.685 (2013)   | 9,94       | 170 Einw./km²      | 59173      | 59890        |
| Lompret           | 2.305 (2013)   | 3,1        | 744 Einw./km²      | 59356      | 59840        |
| Pérenchies        | 8.275 (2013)   | 3,03       | 2731 Einw./km²     | 59457      | 59840        |
| Quesnoy-sur-Deûle | 6.915 (2013)   | 14,36      | 482 Einw./km²      | 59482      | 59890        |
| Verlinghem        | 2.303 (2013)   | 10,08      | 228 Einw./km²      | 59611      | 59237        |
| Warneton          | 225 (2013)     | 4,17       | 54 Einw./km²       | 59643      | 59560        |
| Wervicq-Sud       | 5.141 (2013)   | 5,09       | 1010 Einw./km²     | 59656      | 59117        |